# Lecumberry
 Lecumberry  (en euskera Lekunberri) es una población y comuna francesa, en la región de Aquitania, departamento de Pirineos Atlánticos, en el distrito de Bayona y cantón de Montaña Vasca.

## Heráldica
Partido: 1º, en campo de azur, una faja jaquelada de plata y gules, en dos órdenes, puesta entre tres veneras de plata, bien ordenadas, y 2º, en campo de oro, dos jabalíes de sable, puestos en palo.

## Demografía
| Gráfica de evolución demográfica de Lecumberry entre 1800 y 2012 |
|                                                                  |

Fuentes: Ldh/EHESS/Cassini e INSEE.